# Al1
Al1 – czwarty minialbum południowokoreańskiej grupy Seventeen, wydany 22 maja 2017 roku przez Pledis Entertainment i dystrybuowany przez LOEN Entertainment. Płytę promował singel „Don't Wanna Cry” (kor. 울고 싶지 않아).
Minialbum ukazał się w trzech edycjach fizycznych i jednej cyfrowej. Sprzedał się w nakładzie 331 888 egzemplarzy w Korei Południowej (stan na grudzień 2017 r.).

## Lista utworów
| CD | CD                                                             | CD | CD                                                                                        | CD                             | CD      |
| Nr | Tytuł utworu                                                   | Tekst | Kompozycja                                                                                | Aranżacja                      | Długość |
| -- | -------------------------------------------------------------- | --- | ----------------------------------------------------------------------------------------- | ------------------------------ | ------- |
| 1. | „Ulgo sipji anh-a” (kor. 울고 싶지 않아, ang. Don't Wanna Cry) | Woozi, Bumzu, S.Coups, Hoshi, Jeonghan, The Chainsmokers, Guy Berryman, Jonny Buckland, Will Champion, Chris Martin | Woozi, Bumzu, The Chainsmokers, Guy Berryman, Jonny Buckland, Will Champion, Chris Martin | Bumzu                          | 3:23    |
| 2. | „Ipbeoreut” (kor. 입버릇, ang. Habit) (Vocal Team)             | Woozi | Woozi, Simon Petren                                                                       | Simon Petren                   | 4:13    |
| 3. | „IF I” (Hip-hop Team)                                          | S.Coups, Mingyu, Vernon                                                                                             | Bumzu                                                                                     | Bumzu                          | 3:09    |
| 4. | „Swimming Fool” (Performance Team)                             | Woozi, Bumzu, Vernon, Dino                                                                                          | Woozi, Bumzu, Hoshi                                                                       | Bumzu                          | 3:07    |
| 5. | „MY I” (Jun & The 8)                                           | Bumzu, The 8, Jun                                                                                                   | Woozi, Bumzu                                                                              | Bumzu                          | 3:04    |
| 6. | „Crazy in Love”                                                | Woozi, Bumzu, S.Coups, Mingyu, Vernon                                                                               | Woozi, Bumzu, Anchor                                                                      | Bumzu, Anchor                  | 3:35    |
| 7. | „WHO” (Performance Team) (CD Only)                             | Hoshi, Dino | Woozi, Dong Ne-hyeong, Won Young-heon                                                     | Dong Ne-hyeong, Won Young-heon | 3:20    |
| 8. | „Check-In (Remastering)” (Hip-hop Team) (CD Only)              | Wonwoo, Bumzu, S.coups, Mingyu, Vernon                                                                              | Bumzu                                                                                     | Bumzu                          | 2:33    |

## Notowania
| Lista                     | Pozycja |
| ------------------------- | ------- |
| Gaon Weekly Album Chart   | 1       |
| Gaon Monthly Album Chart  | 1       |
| Oricon Weekly Album Chart | 9       |
| Billboard World Albums    | 2       |
| Five Music (Tajwan)       | 1       |